# Egor Kliuka
Egor Vasilyevich Kliuka (15 de junho de 1995) é um voleibolista indoor profissional russo que atua na posição de ponteiro.

## Carreira
Egor Kliuka é membro da seleção russa de voleibol masculino. Em 2016, representou seu país nos Jogos Olímpicos de Verão no Rio de Janeiro, que ficou em quarto lugar.